# MVG
MVG（M's Video Group）是日本AV片商。主要是開發單體女優為主。公司主要的AV監督為松本和彦。AV作品多以精液為製片的中心所在。

## 主要系列作品
- SHOCK

## 外部連結
- MVG官方網站 （页面存档备份，存于）